# Miles M.20
Miles M.20 là một loại máy bay tiêm kích của Anh trong Chiến tranh thế giới II. Do hãng Miles Aircraft phát triển vào năm 1940.

## Tính năng kỹ chiến thuật (M.20/4)

Miles M.20

Dữ liệu lấy từ The British Fighter since 1912
Đặc điểm tổng quát
- Kíp lái: 1
- Chiều dài: 30 ft 8 in (9,35 m)
- Sải cánh: 34 ft 7 in (10,54 m)
- Chiều cao: 12 ft 6 in (3,81 m)
- Diện tích cánh: 234 ft² (21,74 m²)
- Trọng lượng rỗng: 5.908 lb (2.685 kg)
- Trọng lượng cất cánh tối đa: 8.000 lb (3.629 kg)
- Động cơ: 1 × Rolls-Royce Merlin XX, 1.260 hp (940 kW)

 Hiệu suất bay 
- Vận tốc cực đại: 333 mph (290 knot, 536 km/h)
- Tầm bay: 920 mi (800 hải lý, 1,481 km)
- Trần bay: 32.800 ft (10.000 m)

Trang bị vũ khí

- Súng: 8× Súng máy Browning.303 inch